# Eduard Bazika
Eduard Bazika, také uváděn jako Edvard, (19. září 1830 Olešná u Rakovníka – 27. srpna 1914 Adolfov u Křemže) byl český stavební, vodohospodářský a železniční inženýr, vrchní inspektor a předseda stavebního oddělení Rakouské společnosti státní dráhy. Podílel se na výstavbě a plánování řady, zejména místních, železničních tratí a vodních staveb na území dnešního Česka. Ve stavebnictví pokračovali též jeho syn Eduard Bazika mladší.

## Život

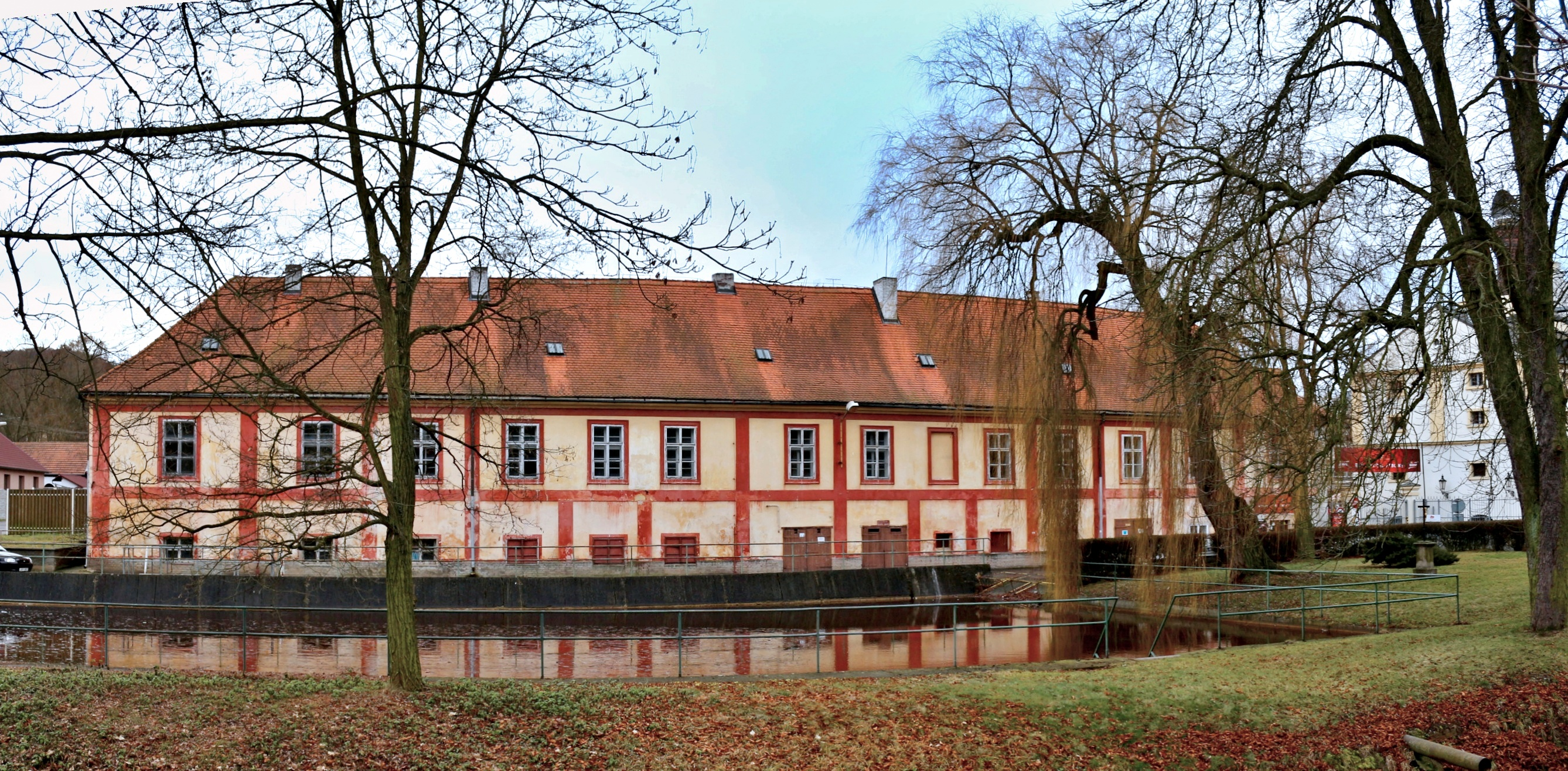
Zámek v Krušovicích, kde Bazika vyrůstal

### Mládí
Narodil se do rodiny Martina Baziky, zahradníka v Olešné nedaleko Rakovníka. Rodina se roku 1837 přestěhovala do Krušovic, kde otec získal zaměstnání zahradníka zámeckého parku na místním zámku, čímž mohl následně zajistit studia svých dětí. Základní vzdělání získal na školách v Rakovníku, v Praze pak navštěvoval vyšší reálné gymnázium. V patnácti letech v Praze účastnil revolučních událostí roku 1848 a ozbrojených bojů na barikádách, po neúspěchu revolty jej rodiče povolali zpět do Krušovic, aby jej uchránili možné perzekuci.
Po absolutoriu gymnázia nastoupil Bazika studium stavebního oboru na pražském Polytechnickém ústavu, byl mimo jiné žákem profesora Karla Wiesenfelda.

### Profesní dráha
Od roku 1851 pracoval jako asistent ve stavební firmě Jana Schebka ve Vídni. Současně absolvoval telegrafický kurz a přijal místo na generálním ředitelství Severní státní dráhy, (NStB) v té době budující železnici spojující Prahu a Drážďany. Z Vídně přešel roku 1852 do Prahy, následně působil několik let v Pardubicích, kde se podílel na stavbě druhé koleje v úseku u Peček. Roku 1856 byla NStB privatizována ve prospěch Rakouské společnosti státních drah. V Pardubicích se Eduard Bazika roku 1856 oženil s Annou Matiáskovou.
Následně sloužil jako drážní inženýr a zaměstnanec na různých místech v severních a středních Čechách: Kralupy nad Vltavou, Podmokly. Roku 1866 se přesunul do Olomouce, kde se podílel na rozšíření a přestavbě olomouckého nádraží a následném odstraňování škod způsobených činností pruské armády během prusko-rakouské války. Počátkem 70. let se Bazika s rodinou přestěhoval do Prahy, kde se podílel na demolici zbytků pražského hradebního opevnění, a následné stavbě Karlínského viaduktu a zřízení železniční stanice Bubny.

### Místní dráhy

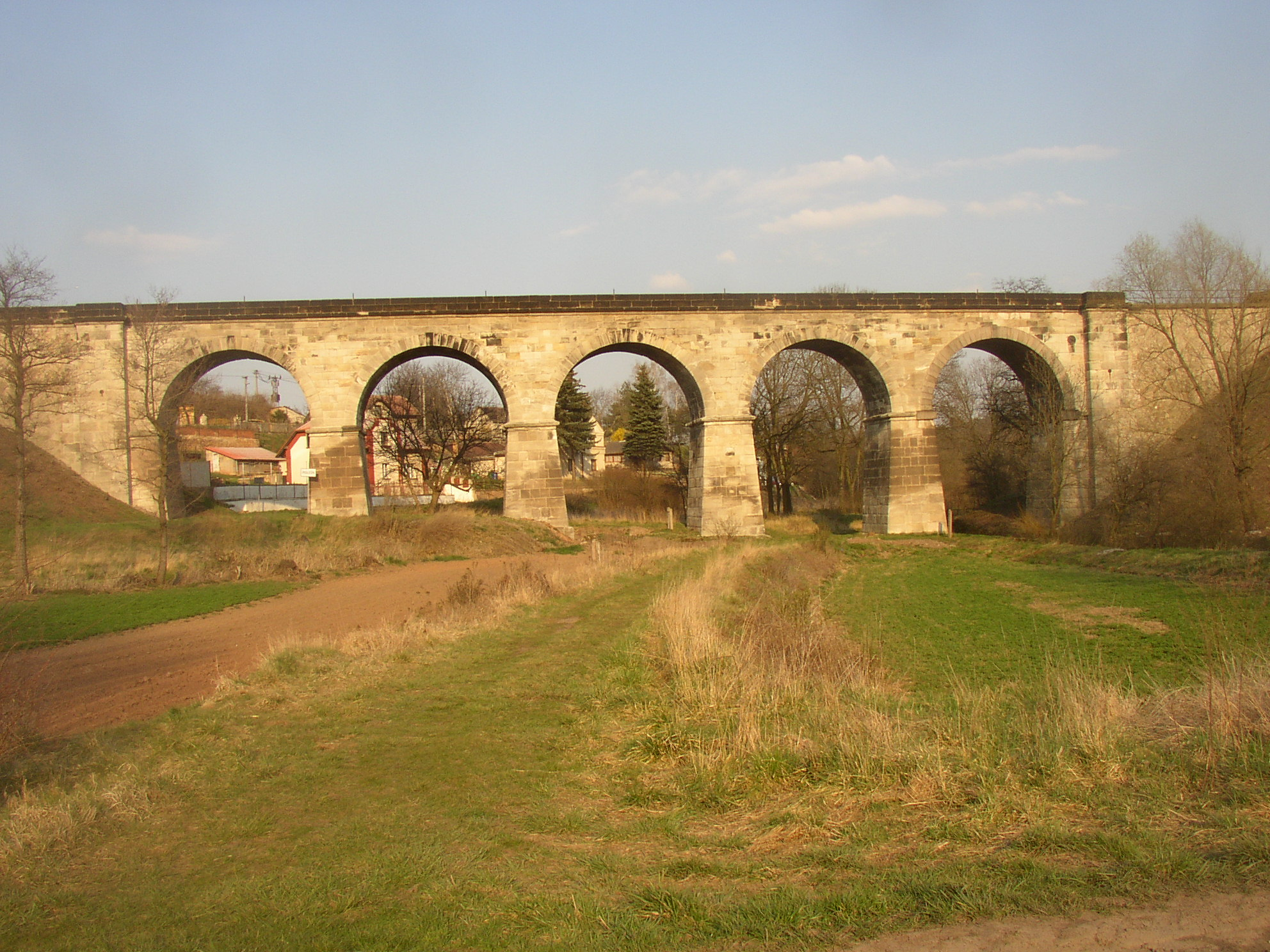
Podlešínský viadukt

Eduard Bazika se v následných letech zaměřoval především na realizaci staveb a plánování menších, často však technicky náročnějších, místních drah. V platnost pak roku 1880 vstoupil tzv. Lokálkový zákon, schválený 29. května, který měnil striktní stavební podmínky pro stavbu tratí a garantoval státní podporu pro stavbu místních drah.
Podílel se na stavbě a plánování například místních drah Libochovice–Lovosice či Litomyšl–Choceň. Mimo jiné byl autorem obou variant spojovací dráhy kolejišť Pražsko-duchcovské dráhy a Buštěhradské dráhy přes Podlešín z roku 1894, procházející Bazikovým rodným krajem, vyznačující se vysokou technickou náročností z hlediska výškových rozdílů obou hlavních tratí. Stavba projektu započala až roku 1913.

### Veřejná činnost
Bydlel s rodinou na Královských Vinohradech, kde později zasedl též v městském zastupitelstvu. Bazika byl též členem poroty pro posouzení plánů na pražskou kanalizaci a členem správní rady cementárny v Podolí. Při odchodu do penze roku 1892 získal titul císařského rady, čestný doktorát polytechniky, roku 1911 byl jmenován čestným členem Spolku architektů a inženýrů, který spoluzakládal, členem Českoslovanské jednoty či Měšťanské besedy a předsedou nebo místopředsedou správních rad několika místních drah v Čechách.
Bazika byl také přispěvatelem Ottova slovníku naučného, kde uveřejnil několik hesel pod značkou Ba.

### Úmrtí
Eduard Bazika zemřel 27. srpna 1914 v Adolfově na jihu Čech ve věku 83 let. Byl pohřben v rodinné hrobce na Olšanských hřbitovech v Praze.

### Po smrti
Eduard Bazika se roku 1856 v Pardubicích oženil s Marií Matiáskovou. Syn Eduard Bazika mladší se rovněž stal stavitelem železničních a vodních staveb. Dcera Božena se provdala za pražského architekta Jiřího Stibrala.